# Contea di Clay (Nebraska)
La contea di Clay (in inglese Clay County) è una contea dello Stato USA del Nebraska. Il nome le è stato dato in onore di Henry Clay, famoso statista statunitense. Al censimento del 2000 la popolazione era di 7 039 abitanti. Il suo capoluogo è Clay Center.

## Geografia fisica
L'U.S. Census Bureau certifica che l'estensione della contea è di 1485 km², di cui 1484 km² composti da terra e 1 km² composti di acqua.

## Contee confinanti
- Contea di Fillmore, Nebraska - est
- Contea di Nuckolls, Nebraska - sud
- Contea di Adams, Nebraska - ovest
- Contea di Hamilton, Nebraska - nord

## Storia
La Contea di Clay venne costituita nel 1822.

## Città
- Clay Center
- Deweese
- Edgar
- Fairfield
- Glenvil
- Harvard
- Ong
- Saronville
- Sutton
- Trumbull (parzialmente)